# Rosco Gordon
Rosco N. Gordon III (10 de abril de 1928 - 11 de julio de 2002),  a veces anunciado como Roscoe Gordon, fue un cantante, pianista y compositor estadounidense de blues. Sus sencillos más exitosos fueron "Booted" (1952), " No More Doggin' " (1952) y " Just a Little Bit " (1960).  Gordon fue un pionero del estilo conocido como Memphis blues.  Su forma de tocar el piano fue conocida como "ritmo Rosco", con énfasis en el contratiempo.  Este ritmo influenció notablemente en estilos musicales posteriores como el ska y el reggae jamaiquinos.

## Biografía
Gordon nació en Memphis (Tennessee) el 10 de abril de 1928, siendo el menor de ocho hermanos.  Su hermana le enseñó a tocar el piano. Gordon se asoció con Johnny Ace, Bobby Bland y BB King, a veces denominados los Beale Streeters.  En 1946, Gordon se mudó a Chicago "después de meterse en problemas en Memphis".  Regresó a su ciudad natal en 1949 y ganó el primer premio en un concurso amateur en el Palace Theatre en Beale Street en 1950 y presentador del evento, el locutor Rufus Thomas, invitó a Gordon a tocar en su programa de radio en la WDIA. 
En 1951, el director de WDIA, David Mattis, le presentó al productor Sam Phillips.  Por esta época, Gordon estuvo en el punto de mira de Ike Turner, entonces buscador de talentos de los hermanos Bihari, para grabar para Modern Records.  Su primer sencillo exitoso, "Saddled the Cow (and Milk the Horse)", lanzado por RPM Records (subsidiaria de Modern), alcanzó el puesto número 9 en la lista Billboard R&B. 
El siguiente sencillo de Gordon, "Booted", se grabó en el Estudio Sun de Memphis, propiedad de Sam Phillips.  Phillips otorgó la licencia del disco a los hermanos Chess de Chess Records, que fue lanzado como sencillo en diciembre de 1951.   Gordon también grabó una versión para los hermanos Biharis en RPM, lanzada en enero de 1952.   El lanzamiento de RPM alcanzó el número uno en la lista Billboard R&B en marzo de 1952.   Los hermanos Chess y Bihari resolvieron el conflicto llegando a un acuerdo en el que RPM se qudaba con los derechos de Gordon a cambio de que Howlin' Wolf firmara un contrato exclusivo con Chess Records.  Durante años, Gordon no recibió regalías por sus canciones. "Sam Phillips me dio cien dólares. Cien. Sin regalías. Nada. Pero lo hice por los Biharis, que me dieron seiscientos dólares. Sin regalías. Nada. Pero como digo yo, no conozco nada mejor", dijo. 
Gordon tuvo otro éxito con " No More Doggin' " , que llegó al número 2 de las listas R&b, que también fue lanzado por RPM en 1952.   Entre 1952 y 1959, lanzó numerosos sencillos con los sellos discográficos Duke, Sun, Flip y Vee-Jay Records. Su último sencillo en alcanzar las listas fue " Just a Little Bit ", que llegó al número 2 de las listas R&B y al 64 de la lista Billboard Hot 100 en 1960.   Le pagaron 250 dólares por la canción que se convirtió en un estándar del R&B, versionada por Etta James, Elvis Presley y Jerry Butler .  Gordon no recibió regalías por los millones de copias vendidas en versiones, porque el productor Ralph Bass de King Records robó la canción de una demo que Rosco envió sin haber registrado antes los derechos de autor. 
A finales de la década de 1950, Gordon realizó giras internacionales, llegando a Sudamérica y el Caribe, donde su técnica rítmica poco convencional influyó en el sonido de los primeros ska y reggae . 
En 1962, Gordon abandonó la industria de la música y se mudó al distrito neoyorquino de Queens con su nueva esposa, donde compró una sociedad en un negocio de lavandería después de ganar una partida de póquer con un par de doses.  En 1969, Gordon formó su propio sello, Bab-Roc, operado desde su casa, pero no volvió a actuar hasta 1981. En 1983, lanzó el álbum Rosco Rocks Again, grabado en vivo en el 100 Club de Londres .  Tras la muerte de su esposa en 1984, volvió a hacer giras. 
En 2000, Gordon se asoció con el guitarrista de blues Duke Robillard para lanzar el álbum Memphis Tennessee.  En 2002, Gordon fue invitado por el cineasta Richard Pearce para ser incluido en un documental sobre varios músicos de blues que regresaban a Memphis para un tributo a Sam Phillips con motivo de los Blues Music Awards. El documental, The Road to Memphis, formaba parte de la serie The Blues, producida por Martin Scorsese, que se emitió en la televisión PBS.  Seis semanas después de terminar el rodaje, Gordon murió a la edad de 74 años de un ataque cardíaco en su apartamento de Rego Park, Queens, el 11 de julio de 2002.  Fue enterrado en el cementerio Rosedale en Linden (Nueva Jersey). 

## Discografía

### Álbumes
- 1983: Rosco Rocks Again (JSP Records)
- 2000: Memphis Tennessee (Stony Plain Records)
- 2004: No Dark in America (Dualtone Records)

### Recopilatorios
- 1977: The Legendary Sun Performers: Rosco Gordon (Charly Records)
- 1980: The Best of Rosco Gordon Volume One (Ace Records)
- 1982: Volume 2: The Memphis Sessions (Ace Records)
- 1993: Just a Little Bit (Vee-Jay Records)
- 1996: Rosco's Rhythm (Charly Records)
- 1998: Bootin' (The Best of the RPM Years) (Ace Records)
- 2004: A Proper Introduction to Rosco Gordon - No More Doggin' (Proper Records)
- 2009: Let's Get High: The Man About Music From Memphis (JSP Records)
- 2016: Just A Little Bit (Jasmine Records)